# Freddy Milton
Freddy Milton Larsen (født 18. april 1948) er en dansk tegneserieskaber. Hans professionelle karriere startede i 1972, hvor han og broderen Ingo Miltons avisstribe Zenit begyndte at blive udgivet i Jyllands-Posten.
I 1974 startede Milton fanzinet Carl Barks & Co., der hyldede Anders And-tegner og -forfatter Carl Barks. Året efter begyndte han at skrive Anders And-historier til det hollandske forlag Oberon, og i 1980'erne arbejdede han på album med Søren Spætte og sin egen serie om dragefamilien Gnuff.
Fra 1992 til 2000 udkom Miltons store albumserie Dekalog over janteloven.
Siden 2001 er der udkommet seks album i serien Jomsvikingerne.